# ハールィチ
ハールィチ（ウクライナ語: Галич）はウクライナのイヴァーノ＝フランキーウシク州ハールィチ地区にある都市。ドニステル川の河岸に位置する。面積は24.67 km²。人口は6,086人 (2022年1月1日)。
史料では898年から見られる。1367年に自治権を獲得した。
市内ではハールィチ駅がある。州庁所在地までの直線距離は30 km、鉄道で29 km、車道で25 kmとなっている。ハールィチの日は、9月の第二日曜日となっている。ウクライナのハルィチナー地方（ガリツィア）の歴史的中心。